# Bengt Hjelmqvist
Bengt Ossian Hjelmqvist, född 28 oktober 1903 i Lund, död 6 april 2005 i Hemmesjö med Tegnaby församling, Kronobergs län, var en svensk bibliotekarie.

## Biografi
Bengt Hjelmqvist var son till professor Theodor Hjelmqvist och författaren Elisabeth Hjelmqvist (född Feuk), bror till Hakon Hjelmqvist och Sven Hjelmqvist samt brorson till Fredrik Hjelmqvist.
Hjelmqvist studerade vid Lunds universitet där han blev filosofie kandidat 1927 och var extraordinarie amanuens vid universitetsbiblioteket 1928–1934. Han var 1934–1935 amanuens vid Linköpings stifts- och landsbibliotek och fortsatte därifrån till Skolöverstyrelsen där han 1939–1945 var tillförordnad andre bibliotekskonsulent, 1945 blev förste bibliotekskonsulent, 1952 byrådirektör och chef för bibliotekssektionen och 1964–1969 avdelningsdirektör.
Hjelmqvist var 1945–1946 sekreterare i 1944 års folkbildningsutredning, 1946–1949 ledamot av folkbibliotekssakkunniga, 1958–1960 ordförande för 1958 års rationaliseringsutredning vid folkbiblioteken. Han var 1941–1951 styrelseledamot i Sveriges allmänna biblioteksförening (vice ordförande 1946–1951), 1951–1969 vice ordförande i Bibliotekstjänst (sedermera BTJ), 1951–1954 ledamot av Unesco-rådet, blev 1955 vice ordförande och 1963 styrelseordförande i Sveriges författarfond. Han var 1955–1968 ordförande i nämnden för Bokens vecka, 1965–1969 ledamot av biblioteksutbildningsutredningen, 1968–1973 expert i 1968 års litteraturutredning.
Han var bosatt i Uttran i Grödinge socken, som idag ingår i Botkyrka kommun. Han var ordförande för kommunalfullmäktige i Grödinge från 1956 fram till 1970 års kommunreform. Han var 1946–1964 ordförande i föreningen Lundensare i Stockholm och 1976–1990 ordförande i Hemmesjö hembygdsförening där han 1990 blev hedersordförande. Han blev 1959 hedersledamot av Lunds nation, 1969 i SAB, 1969 honorary vice president i British Library Association, tilldelades 1975 medaljen Illis Quorum av 8:e storleken, blev 1975 hedersledamot av Sveriges författarförbund, 1984 i Grödinge hembygdsförening och utnämndes 1988 till filosofie hedersdoktor vid Lunds universitet.
Han författade många skrifter om folkbibliotek och skolbibliotek och bidrog med artiklar till Biblioteksbladet och andra tidskrifter. Han var även Hjalmar Gullbergs medförfattare till sången Skånska slott och herresäten.
Bengt Hjelmqvist gifte sig första gången 1930 med Aslög Ekman (1905–1990), dotter till Vagn Walfrid Ekman, och andra gången 2004 med Ansa Borck (född 1919). Han hade fyra barn i första äktenskapet, tvillingarna Nils Fredrik och Jan Anders (födda 1931) och tvillingarna Lars och Cecilia (födda 1935).

## Bengt Hjelmqvists pris
Svensk biblioteksförening delar sedan 1964 ut Bengt Hjelmqvists pris för att belöna framstående insatser på folkbiblioteksområdet. Såväl praktiska som teoretiska insatser, en samlad gärning eller en enstaka prestation kan belönas. Priset kan även ges till flera personer gemensamt eller bibliotek, som i sin verksamhet eller utformning representerar en insats utöver det vanliga.

## Fotnoter
1. 1 2  Sveriges Dödbok 1901–2009, DVD-ROM, Version 5.00, Sveriges Släktforskarförbund (2010).
2. ↑  Bengt, 100, fick sin Ansa i Aftonbladet 17 juni 2004. Åtkomst 5 november 2012.
3. ↑  HJELMQVIST, BENGT O, byrådirektör, Uttran i Vem är Vem? / Stor-Stockholm 1962 / s 572.
4. ↑  Om Bengt Hjelmqvists pris på Svensk biblioteksförenings hemsida Arkiverad 15 augusti 2016 hämtat från the Wayback Machine. Läst 12 september 2016